# Vicuña Mackenna
Vicuña Mackenna ist eine Stadt im Departamento Río Cuarto, Provinz Córdoba, Argentinien. Sie hatte im Jahr 1991 knapp 7.200 Einwohner, die Zahl stieg bis 2010 auf rund 10.400.

## Lage
Vicuña Mackenna gehört geographisch zur Pampa. Die Stadt liegt im Süden der Provinz, circa 300 km von der Provinzhauptstadt Córdoba entfernt, an einer Kreuzung der Nationalstraßen 7 und 35. Die Stadt erhielt ihren Namen nach einer Bahnstation, die 1885 an der Bahnstrecke Buenos Aires–Mendoza eröffnet wurde. Im Mai 1911 bestimmte der damalige Gouverneur der Provinz Córdoba, Felix Tomás Garzón, den nächstgelegenen Ort, der bis dahin „Pueblo Torres“ hieß, nach der Bahnstation zu benennen. Mit dem heutigen Namen erhielt die Stadt durch Domingo Faustino Sarmiento, um dadurch seinen Freund, den chilenischen Schriftsteller und Historiker Benjamin Vicuña Mackenna zu ehren.

## Wirtschaft
Die Stadt gehört zu den dynamischsten Wirtschaften in der Region, Hauptaktivität ist die Landwirtschaft. Es werden Sojabohnen, Erdnüsse und Mais angebaut, weitere Bereiche sind Milcherzeugnisse und Agrotourismus. In der Stadt finden sich mehrere Industriebetriebe zur Weiterverarbeitung von Agrarerzeugnissen, inklusive Fleischproduktion.